# Sade Adeniran
Sade Adeniran là một tiểu thuyết gia người Nigeria, cuốn tiểu thuyết đầu tay Imagine This của bà đã giành được giải thưởng Nhà văn Thịnh vượng chung năm 2008 cho cuốn sách Đầu tiên Hay nhất ở châu Phi. Imagine This riêng tự xuất bản bởi chính tác giả. Có trụ sở tại London, bà cũng là một nhà làm phim.

## Tiểu sử
Sade Adeniran sinh ra ở London với cha mẹ là người Nigeria. Năm 8 tuổi bà được đưa về ngôi làng của cha mình ở Nigeria, trải qua những năm tháng sống với bà ngoại ở Idogun, bang Ondo, trước khi trở về Vương quốc Anh.
Adeniran lấy được tấm bằng Truyền thông và Tiếng Anh từ Đại học Plymouth và cũng học ở Mỹ với tư cách là một sinh viên trao đổi tại Đại học Massachusetts. Bà bắt đầu sự nghiệp viết lách của mình với một vở kịch phát thanh được viết cho một dự án đại học năm cuối mang tên Memories of a Distant Past - Ký ức về một Miền Xa xôi; bà đã gửi "một ý tưởng bất chợt " cho BBC và đã được sản xuất trong Liên hoan "First Bite"của BBC Radio 4. Sau đó, bà đã viết các tác phẩm sân khấu khác, có tác phẩm được biểu diễn ở London tại Nhà hát Lyric, Nhà hát Bush và XRiverside Studios.
Là một nhà làm phim, Adeniran hiện đang phát triển một phiên bản chuyển thể từ cuốn tiểu thuyết của mình, lọt vào vòng thứ hai của phòng Lab người viết kịch bản phim Sundance, bộ phim đã giành Giải thưởng Liên hoan phim Thành thị Anh cho Tài năng kịch bản hay nhất. Dự án phim thứ hai của cô mang tên Hành trình của mẹ.